# Timișești
Timișești là một xã thuộc hạt Neamț, România. Dân số thời điểm năm 2002 là 4053 người.